# 3-Phenylpropionitril
3-Phenylpropionitril ist eine aromatische chemische Verbindung aus der Gruppe der Nitrile.

## Vorkommen

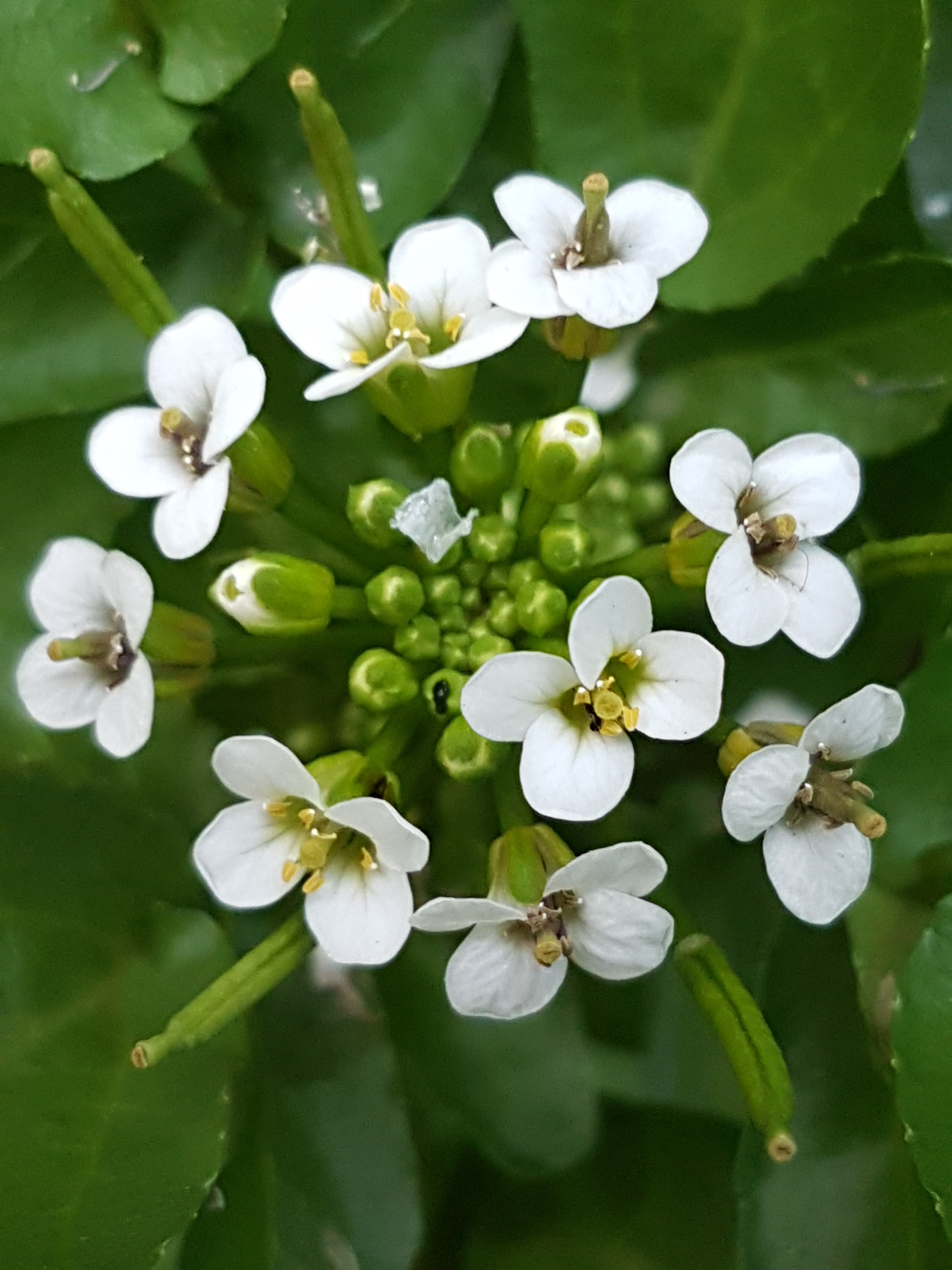
Brunnenkresse

3-Phenylpropionitril kommt als Abbauprodukt von Gluconasturtiin in verschiedenen Pflanzen vor. Dazu gehören Brunnenkresse, Kohl, Brokkoli und Blumenkohl, Rübsen und Steckrüben. Die Bildung in Brunnenkresse wurde detailliert untersucht. Im Normalfall entsteht vor allem Phenylethylisothiocyanat und deutlich weniger 3-Phenylpropionitril (90 %:10 %). Wird zur Probe allerdings Fe2+ zugegeben, bildet sich deutlich mehr 3-Phenylpropionitril.

## Darstellung
3-Phenylpropionitril kann zum Beispiel durch Oxidation von 3-Phenylpropan-1-ol mit elementarem Iod und wässriger Ammoniaklösung dargestellt werden. Statt Iod kann auch Diiodhydantoin als Oxidationsmittel verwendet werden. Eine andere mögliche Darstellung besteht in der Umsetzung von 2-Phenylethylbromid mit Lithiumcyanid in Tetrahydrofuran.